# 울루 그로스바드
울루 그로스바드(Ulu Grosbard, 1929년 1월 9일 ~ 2012년 3월 19일)는 벨기에 태생의 미국인 연출가, 영화 감독, 영화 제작자이다.
1965년 배우 로즈 그레고리오와 결혼했다. 2012년 3월 19일 83세의 나이로 맨해튼에서 사망했다.

## 작품 목록

### 영화 조감독
- 초원의 빛 (1961)
- 웨스트 사이드 스토리 (1961)
- 허슬러 (1961)
- 미라클 워커 (1962)
- 전당포 (1964)

### 영화 연출
- 서브젝트 워스 로지스 (1968)
- 출옥자 (1978)
- 고백 (1981)
- 사랑이 지나간 자리 (1999)